# Dagard
Dagard est une entreprise spécialisée dans la construction de panneaux sandwiches servant de parois et enveloppes de salles, notamment pour les chambres froides et le secteur de la santé. Le siège de Dagard est situé à Boussac (Creuse). La société est le premier employeur privé du département de la Creuse.

## Historique
La société Dagard a été créée en 1951 par Alexis Dagard et son fils Robert pour la production de menuiseries. À partir des années 1970, elle se spécialise dans la production et la commercialisation de panneaux sandwiches permettant la construction de lieux thermiquement isolés, étanches, résistants au feu…
En 1981, Dagard est rachetée par le groupe Thomson. En 1988, d’anciens cadres dirigeants de Thomson s’associent pour créer un holding et reprennent Dagard. La société se développe alors progressivement à l’international avec Dagard Iberica au Portugal, une société commerciale Dagard Coldkit en Espagne, et une usine à Tunis. 
En 1998, Apax Partners et Altamir & Cie reprennent Dagard pour compléter son portefeuille, qui incluait déjà la société portugaise Purever, entreprise concurrente de Dagard mais mieux implantée en Europe du Sud et sur le marché latino-américain. 
Les deux sociétés sont vendues séparément en 2011, c’est le fonds Windhurst Industries qui reprend Dagard. 
En avril 2018, le PDG Thierry Suin annonce qu’il vend Dagard à la société portugaise Purever pour constituer un leader européen des panneaux isolants.
En février 2021, c'est Antoine Da Costa, également dirigeant de Lab'Science, qui est nommé président de Dagard.

## Activités et marchés
Dagard intervient sur deux marchés principaux : 
- Agroalimentaire : enceintes isothermes à l’aide de panneaux et portes isothermes, chambres modulaires
- Salles propres : pour la santé (salles d’opération) et la recherche.

En plus de ses propres forces commerciales, l’entreprise fait appel à des installateurs certifiés.
La société a réalisé un chiffre d'affaires de près de 80 millions d'euros en 2017 contre 72,5 millions en 2016. 

## Effectifs et implantations
En 2019, Dagard emploie 400 collaborateurs directs et fait appel à 250 monteurs agréés. 
La société possède deux implantations majeures en France :
- Boussac (Creuse)
- Lavault-Sainte-Anne près de Montluçon (Allier)

Les autres implantations sont des centres de service chargés du rôle commercial, de la pose et de la maintenance. Répartis en France, ils permettent d’être proche des clients finaux et de proposer de nombreux produits disponibles sur stock : Les Ulis (Essonne), Saint-Carné (Bretagne), Bouloc (Haute-Garonne).
Au-delà du marché français, Dagard exporte ses panneaux isolants en Afrique et en Amérique du Nord.